# Vejen EH
Vejen EH (pełna nazwa: Vejen Elite Håndbold), duński klub piłki ręcznej kobiet, powstały w 2005 r. z bazą w Koldingu. Obecnie występuje w rozgrywkach GuldBageren Ligaen. Do 2013 klub nosił nazwę KIF Vejen. W lipcu 2013 dyrektor klubu Henrik Schmidt-Ebbesen zaprezentował nowe logo drużyny.

## Sukcesy
- Mistrzostwa Danii:
  - : 2010
- Puchar Zdobywców Pucharów:
  - : 2010

## Kadra 2012/13
- 1.  Bente Højmark Grønbæk
- 2.  Mia Boesen
- 3.  Camilla Larsen
- 4.  Pernille Knudsen
- 5.  Charlotte Højfeldt
- 6.  Mette Sjøberg
- 7.  Mia Skov
- 8.  Anesa Tojic
- 9.  Pernille Frost
- 10. Lise Bringer
- 11. Young Sook-huh
- 12. Gabriella Kain
- 15. Louise Føns
- 16. Orsolya Kurucz
- 17. Tine Mikkelsen
- 18. Susanne Forslund
- 19. Maida Arslanagić
- 21. Ida Bjørndalen